# Adolph Ferdinand Gehlen
Adolph Ferdinand Gehlen, född 15 september 1775 i Bütow, Hinterpommern, död 15 juli 1815 i München, var en tysk kemist.
Gehlen är känd som utgivare av "Neues allgemeines Journal der Chemie" (1803-06), "Journal für Chemie und Physik" (1806–10) samt "Repetitorium für die Pharmacie" (band I; sedan fortsatt av Johann Andreas Buchner).